# 100e Coupe Grey
La 100e Coupe Grey est le match final de la saison 2012 de la Ligue canadienne de football, au cours duquel se sont affrontés les Argonauts de Toronto, équipe championne de la division Est, et les Stampeders de Calgary, équipe championne de la division Ouest. Le match s'est déroulé le 25 novembre 2012 dans la ville de Toronto, en Ontario, au centre Rogers.
C'est la 46e fois que la ville de Toronto accueille la Coupe Grey, et la quatrième fois que la finale est disputée au centre Rogers. La dernière Coupe Grey s'étant déroulée à Toronto fut la 95e Coupe Grey en 2007.
La 100e Coupe Grey est diffusée à la télévision, sur TSN pour le Canada anglophone, sur RDS pour le Canada francophone et sur NBC Sports Network pour les États-Unis.